# アバンガ＝ビーニュ県
アバンガ＝ビーニュ県（フランス語: Departement de l'Abanga-Bigné）はガボン中部、モワイエン＝オゴウェ州の県。県都はンジョレ。県内をオゴウェ川が横断している。またビフンで国道N1号と国道N2号が分岐しており、ンジョレには国道N2号とトランスガボン鉄道の駅がある。
面積8,030km2、人口14,941人（2013年国勢調査）。1975年に設置された。

## 下位区画
4つのカントン（郡）と1つのコミューン（基礎自治体）から成る。
| 名称               | 現地語名             | 人口 （2013年） |
| ------------------ | -------------------- | --------------- |
| サンキタ郡         | Canton Samkita       | 379             |
| ビフン＝ウェリガ郡 | Canton Bifoun-Weliga | 1,417           |
| エベル＝アバンガ郡 | Canton Ebel-Abanga   | 921             |
| エベル＝アレンベ郡 | Canton Ebel-Alembé   | 5,347           |
| ンジョレ           | Commune Ndjolé       | 6,877           |